# Сысоев, Василий Романович
Васи́лий Рома́нович Сысо́ев (10.02.1917 — 15.03.1987) — командир пулемётной роты 282-го гвардейского стрелкового полка, гвардии лейтенант. Герой Советского Союза.

## Биография
Родился 10 февраля 1917 года в деревне Стрункино ныне Сладковского района Тюменской области. С 1930 года жил в городе Свердловск. Здесь окончил 7 классов, учился в школе фабрично-заводского ученичества при заводе «Уралмаш», работал формовщиком в чугунолитейном цехе.
В 1938 году был призван в Красную Армию. Служил на Дальнем Востоке, в роте аэродромного обслуживания одной из частей ВВС Тихоокеанского флота. Закончил флотские курсы младших авиаспециалистов. Здесь встретил начало Великой Отечественной войны.
В августе 1942 году в составе 93-й отдельной бригады морской пехоты старшина Сысоев убыл под Сталинград. В одном из первых боёв с группой бойцов захватил вкопанный в землю немецкий танк. Трое суток отбивали атаки противника и вернулись в часть, когда их уже считали погибшими. Вскоре стал командиром взвода разведки. Командиром разведывательной роты участвовал в сражении на Курской дуге. Командуя пулемётной ротой, участвовал в освобождении Украины. Особо отличился при форсировании Днепра. В первой половине октября 1943 года гвардии лейтенант Сысоев в боях за расширение плацдарма на правом берегу Днепра в районе села Дериевка, села Лиховка участвовал в овладении опорными пунктами противника и отражении его контратак. Был ранен, но продолжал руководить боем.
Указом Президиума Верховного Совета СССР от 20 декабря 1943 года за образцовое выполнение заданий командования и проявленные мужество и героизм в боях с немецко-вражескими захватчиками гвардии лейтенанту Сысоеву Василию Романовичу присвоено звание Героя Советского Союза с вручением ордена Ленина и медали «Золотая Звезда».
После выздоровления вернулся в свою часть. Участвовал в боях на территории Румынии, войну закончил в столице Болгарии — Софии. В 1944 году был направлен на учёбу. В 1945 году окончил высшие курсы усовершенствования командного состава. С 1952 года капитан Сысоев — в запасе.
Жил в городе Евпатория. Работал старшим инкассатором. Умер 15 марта 1987 года. Похоронен в Евпатории.
Награждён орденами Ленина, Красного Знамени, Отечественной войны 1-й степени, двумя орденами Красной Звезды, медалями.